# Lee Bell
Lee Bell ( * Crewe, 26 de enero de 1983) es un exfutbolista y actual entrenador Británico. su último equipo fue  Macclesfield Town de la Football League Two de Inglaterra. Es segundo entrenador en el Crewe Alexandra

## Trayectoria
Lee Bell firmó para Crewe como aprendiz en octubre de 2002 y realizó su debut para el club en su empate 1-1 con Northampton Town. Ha sido prestado dos veces para lugares de conferencia, incluyendo Shrewsbury Town y Burton Albion. Tuvo una petición concedida para dejar Crewe y previamente firmó un contrato de corto plazo en Burton Albion. Sin embargo, las cosas no se resolvieron para Lee y ahora es un agente libre después de ser lanzado en abril. 

## Clubes
| Club                         | País       | Año       |
| ---------------------------- | ---------- | --------- |
| Crewe Alexandra              | Inglaterra | 2002-2007 |
| Shrewsbury Town (préstamo)   | Inglaterra | 2003      |
| Burton Albion (préstamo)     | Inglaterra | 2005      |
| Burton Albion                | Inglaterra | 2007      |
| Mansfield Town               | Inglaterra | 2007-2008 |
| Macclesfield Town            | Inglaterra | 2008-2010 |
| Crewe Alexandra              | Inglaterra | 2010-2012 |
| Burton Albion                | Inglaterra | 2012-2015 |
| Macclesfield Town (préstamo) | Inglaterra | 2015      |